# Potentilla adenotricha
Potentilla adenotricha är en rosväxtart som beskrevs av Vodopjanova. Potentilla adenotricha ingår i Fingerörtssläktet som ingår i familjen rosväxter. Inga underarter finns listade i Catalogue of Life.